# No Surrender (TNA)
No Surrender è stato uno degli eventi in pay per view (PPV) della federazione di wrestling Total Nonstop Action. 

La prima registrazione di questo evento avvenne mese di giugno 2005 ma in seguito ad alcuni cambiamenti dei nomi dei pay per view mensili nel 2006 lo stesso evento fu in seguito trasmesso nel mese di settembre fino al 2012.
Negli anni seguenti è diventato un evento trasmesso come puntata speciale di Impact Wrestling ed in formato 'free' dalle emittenti Spike TV (2013 e 2014) e Destination America (2015).
L'evento del 2017 è stato inserito nel PPV della serie One Night Only.

## Edizioni Live
| Evento              | Data              | Città                | Sede                  | Main event |
| ------------------- | ----------------- | -------------------- | --------------------- | --- |
| No Surrender (2005) | 17 luglio 2005    | Orlando, Stati Uniti | Impact Zone           | Raven (c) vs. Abyss in uno strap match per il titolo NWA World Heavyweight Championship                                                            |
| No Surrender (2006) | 24 settembre 2006 | Orlando, Stati Uniti | Impact Zone           | Jeff Jarrett vs. Samoa Joe in un Fan's Revenge Lumberjack match                                                                                    |
| No Surrender (2007) | 9 settembre 2007  | Orlando, Stati Uniti | Impact Zone           | Kurt Angle (c) vs. Abyss per il titolo TNA World Heavyweight Championship                                                                          |
| No Surrender (2008) | 14 settembre 2008 | Oshawa, Canada       | General Motors Centre | Samoa Joe (c) vs. Christian Cage vs. Kurt Angle in un fatal three-way match for the Glory per il titolo TNA World Heavyweight Championship         |
| No Surrender (2009) | 20 settembre 2009 | Orlando, Stati Uniti | Impact Zone           | Kurt Angle (c) vs. A.J. Styles vs. Hernandez vs. Matt Morgan vs. Sting in un Fatal five-way match per il titolo TNA World Heavyweight Championship |
| No Surrender (2010) | 5 settembre 2010  | Orlando, Stati Uniti | Impact Zone           | Mr. Anderson vs. D'Angelo Dinero nella seconda semifinale del torneo TNA World Heavyweight Championship tournament                                 |
| No Surrender (2011) | 11 settembre 2011 | Orlando, Stati Uniti | Impact Zone           | Kurt Angle (c) vs. Mr. Anderson vs. Sting in un three-way match per il titolo TNA World Heavyweight Championship                                   |
| No Surrender (2012) | 9 settembre 2012  | Orlando, Stati Uniti | Impact Zone           | Jeff Hardy vs. Bully Ray nella finale del torneo Bound for Glory Series                                                                            |
|                     |                   |                      |                       | Note riassuntive di tutte le edizioni (c) = campione in carica al momento dell'inizio del match                                                    |

## Edizioni Successive
| Evento                                | Data                                                       | Città                    | Sede             | Main event |
| ------------------------------------- | ---------------------------------------------------------- | ------------------------ | ---------------- | --- |
| Impact Wrestling: No Surrender (2013) | 12 settembre 2013                                          | Saint Louis, Stati Uniti | Chaifetz Arena   | A.J. Styles vs. Magnus nella finale del torneo Bound for Glory Series                                              |
| Impact Wrestling: No Surrender (2014) | Registrato il 7 agosto 2014 Trasmesso il 17 settembre 2014 | New York, Stati Uniti    | Manhattan Center | Lashley (c) vs. Bobby Roode per il titolo TNA World Heavyweight Championship                                       |
| Impact Wrestling: No Surrender (2015) | Registrato il 7 agosto 2015 Trasmesso il 5 agosto 2015     | Orlando, Stati Uniti     | Impact Zone      | Ethan Carter III (c) vs. Matt Hardy in un Full Metal Mayhem match per il titolo TNA World Heavyweight Championship |
| One Night Only: No Surrender (2017)   | Registrato il 23 aprile 2017 Trasmesso il 16 giugno 2017   | Orlando, Stati Uniti     | Impact Zone      | Lashley (c) vs. Eddie Edwards per il titolo IW World Heavyweight Championship                                      |
|                                       |                                                            |                          |                  | Note riassuntive di tutte le edizioni (c) = campione in carica al momento dell'inizio del match                    |